# Талпа (Нью-Мексико)
Талпа (англ. Talpa) — переписна місцевість (CDP) в США, в окрузі Таос штату Нью-Мексико. Населення — 960 осіб (2020).

## Географія
Талпа розташована за координатами 36°20′25″ пн. ш. 105°35′32″ зх. д. / 36.34028° пн. ш. 105.59222° зх. д. (36.340147, -105.592200).  За даними Бюро перепису населення США в 2010 році переписна місцевість мала площу 3,41 км², з яких 3,39 км² — суходіл та 0,02 км² — водойми.

## Демографія
Згідно з переписом 2010 року, у переписній місцевості мешкало 778 осіб у 373 домогосподарствах у складі 204 родин. Густота населення становила 228 осіб/км².  Було 450 помешкань (132/км²).
Расовий склад населення:
| - 61,3 % — білих - 1,2 % — корінних американців - 0,6 % — чорних або афроамериканців - 0,3 % — вихідців з тихоокеанських островів - 0,3 % — азіатів - 31,0 % — осіб інших рас |

До двох чи більше рас належало 5,4 %. Частка іспаномовних становила 74,7 % від усіх жителів.
За віковим діапазоном населення розподілялося таким чином: 20,4 % — особи молодші 18 років, 61,9 % — особи у віці 18—64 років, 17,7 % — особи у віці 65 років та старші. Медіана віку мешканця становила 44,1 року. На 100 осіб жіночої статі у переписній місцевості припадало 105,3 чоловіків;  на 100 жінок у віці від 18 років та старших — 95,3 чоловіків також старших 18 років.
Середній дохід на одне домашнє господарство  становив 29 329 доларів США (медіана — 26 500), а середній дохід на одну сім'ю — 21 646 доларів (медіана — 14 280). За межею бідності перебувало 49,1 % осіб, у тому числі 75,3 % дітей у віці до 18 років та 16,7 % осіб у віці 65 років та старших.
Цивільне працевлаштоване населення становило 608 осіб. Основні галузі зайнятості: фінанси, страхування та нерухомість — 23,0 %, роздрібна торгівля — 20,6 %, мистецтво, розваги та відпочинок — 18,8 %.